# Lucero (métro de Madrid)
Lucero est une station de la ligne 6 du métro de Madrid, en Espagne.

## Situation
La station de métro se situe entre Alto de Extremadura et Laguna.

## Historique
La station Lucero est ouverte le 10 mai 1995, date à laquelle la ligne 6 du métro de Madrid devient circulaire par la liaison nouvelle entre Laguna et Ciudad Universitaria. Six nouvelles stations dont Lucero entrent en service,.
La station de métro est fermée à partir du 4 juillet 2015 en raison de travaux d'amélioration des installations qui se déroulent entre les stations Puerta del Ángel et Oporto. Prévus pour se terminer au milieu de mois de septembre, ces travaux s'achèvent dans les délais et le trafic est rétabli le 13 septembre 2015.

## Service des voyageurs

### Intermodalité
La station est en correspondance avec les lignes d'autobus no 31, 138 et N18 du réseau EMT.